# Tunabygdens miljövänner
Tunabygdens miljövänner (TMV) var ett politiskt parti registrerat för val till kommunfullmäktige i Borlänge kommun. Partibeteckningen registrerades 13 maj 1976, och partiet blev senare en del av Miljöpartiet. Partiet var representerat i Borlänge kommunfullmäktige 1973-1985. Partinamnet är fortfarande registrerat hos Valmyndigheten, men är inte längre aktivt sedan man gick upp i Miljöpartiet.